# Oreolalax weigoldi
Espèce
Synonymes
- Megalophrys weigoldi Vogt, 1924

Statut de conservation UICN

 DD  : Données insuffisantes
Oreolalax weigoldi est une espèce d'amphibiens de la famille des Megophryidae.

## Répartition
Cette espèce est endémique du Sud de la province du Sichuan en République populaire de Chine. Elle n'est que par son premier spécimen découvert à "Washan",.

## Étymologie
Cette espèce est nommée en l'honneur d'Hugo Weigold.

## Publication originale
- Vogt, 1924 : Reptilien und Amphibien aus Szetschwan, Osttibet und Tschili. Zoologischer Anzeiger, vol. 60, p. 337-344.